# Kollegiegården
 Der er for få eller ingen kildehenvisninger i denne artikel, hvilket er et problem. Du kan hjælpe ved at angive troværdige kilder til de påstande, som fremføres i artiklen.

Kollegiegården er et kollegium på Nørrebro i København. Kollegiet er beregnet til i alt 307 beboere. Kollegiet er selvejende, men administreret af Foreningen Socialt Boligbyggeri, og opskrivning til boligerne foregår gennem Centralinstillingsudvalget (CIU). Bygningen er tegnet af Eva og Nils Koppel.
Kollegiet består af en værelsesfløj og en lejlighedsfløj. Værelsesfløjen med 169 værelser har to opgange: indre på Tagensvej 52B har 6 gange (etager) af 14 værelser, mens ydre på Tagensvej 52A har 6 gange af 13 værelser samt en gang af 7 værelser. Lejlighedsfløjen har 5 opgange (Fogedmarken 6, 8, 10, 12, 14) med tilsammen 69 lejligheder (67 2-personers, en 3-personer, og en 1-persons).
I 'gården' er en stor græsplæne med blandt andet bænke og grille. Den forreste del af gården ud mod Tagensvej er en ingo-tankstation, som er adskilt fra plænen af en mur og en række platantræer.
Kollegiegården blev påbegyndt 1959 og taget i brug i 1961. Det blev gennemført en større renovering fra april 2005 til februar 2006, hvor blandt andet el-og vandføring, bade, samt køkkener i værelsesfløjen blev renoveret. I 2006 købte Kollegiegården ejerskabet af et fiberkabel til bredbåndsknudepunktet GCBO, hvorfra den kørte 34 Mb/s synkron internetadgang samt IP-telefoni. I dag er der ikke længere IP-telefoni, men en synkron 1000 Mb/s internetadgang.
Den største årlige begivenhed er Tour de Cuisine, hvor kollegiet spiser sammen i festlokalet Tarmen før de går rundt på de enkelte køkkener som er pyntet med hvert sit tema, inklusiv en tema-drink. Der er også mange køkkener, som holder en årlig Tour des chambres internt på gangen efter samme koncept.
Mange mennesker forveksler Kollegiegården med Studentergården eller Rigshospitalets Kollegium, som begge to også ligger på Tagensvej.

## Eksterne links
- Wikimedia Commons har flere filer relateret til Kollegiegården
- Officiel hjemmeside

55°42′1″N 12°33′13″Ø / 55.70028°N 12.55361°Ø